# Hutiaconga
Die Hutiaconga, auch Greifschwanz-Ferkelratte oder Kuba-Baumratte, (Capromys pilorides) ist eine Art der Nagetiere innerhalb der Familie der Stachelratten (Echimyidae). Es ist der bekannteste und häufigste Vertreter der Baumratten (Capromyinae) und gehört mit einer Kopfrumpflänge von mehr als 60 Zentimetern und einem Gewicht von bis zu sieben Kilogramm weltweit zu den größten Nagetierarten. Die Verbreitung der Art ist auf Kuba und die umliegenden Inseln begrenzt, sodass sie endemisch für den Inselstaat Kuba ist. Dort ist sie zugleich das größte natürlich vorkommende Säugetier.
Die Tiere sind vor allem Baumbewohner und ernähren sich weitgehend von Pflanzenmaterial, sind jedoch Generalisten und erbeuten auch kleine Wirbellose oder auch Wirbeltiere wie Eidechsen. Sie leben in Paaren oder kleinen Familiengruppen zusammen, die Männchen verpaaren sich mit mehreren Weibchen. Die Paarungen können das gesamte Jahr über stattfinden, die Zahl der Geburten erreicht allerdings im Frühsommer vom April bis Juni ihren Höhepunkt. Vor allem Kubanische Schlankboas (Chilabothrus angulifer), Krokodile und Greifvögel gehören zu den wichtigsten heimischen Fressfeinden.
Im Gegensatz zu fast allen anderen Säugetierarten Kubas, von denen viele bedroht oder bereits ausgestorben sind, sind die Hutiacongas hier vergleichsweise häufig und werden deshalb von der IUCN als nicht gefährdet eingeordnet. Sie werden regelmäßig bejagt und dienen vor allem der Landbevölkerung als wichtige Fleischquelle. Besondere Bedrohung geht von freilebenden Haushunden und Hauskatzen aus, die vor allem Jungtiere erbeuten.

## Merkmale

### Allgemeine Merkmale
Hutiacongas gehören zu den größten Arten der Nagetiere. Sie ähneln in ihrem Aussehen großen, dickköpfigen Ratten. Sie erreichen eine Kopf-Rumpf-Länge von 30 bis 62,5 Zentimetern und das Gewicht ausgewachsener Tiere beträgt im Regelfall mehr als drei Kilogramm bis zu etwa sieben Kilogramm. Der Schwanz wird etwa 13 bis 31,5 Zentimeter lang und erreicht damit etwa 50 % der Kopf-Rumpf-Länge. Sie zählen damit nach den südamerikanischen Capybaras und den afrikanischen Stachelschweinen zu den größten Nagetieren der Welt und sind zugleich die größten Säugetiere, die natürlich auf den kubanischen Inseln vorkommen. Der Körper ist kräftig, der Kopf ist breit und die Schnauze nach vorne abgestumpft. Die Augen und Ohren sind relativ klein.

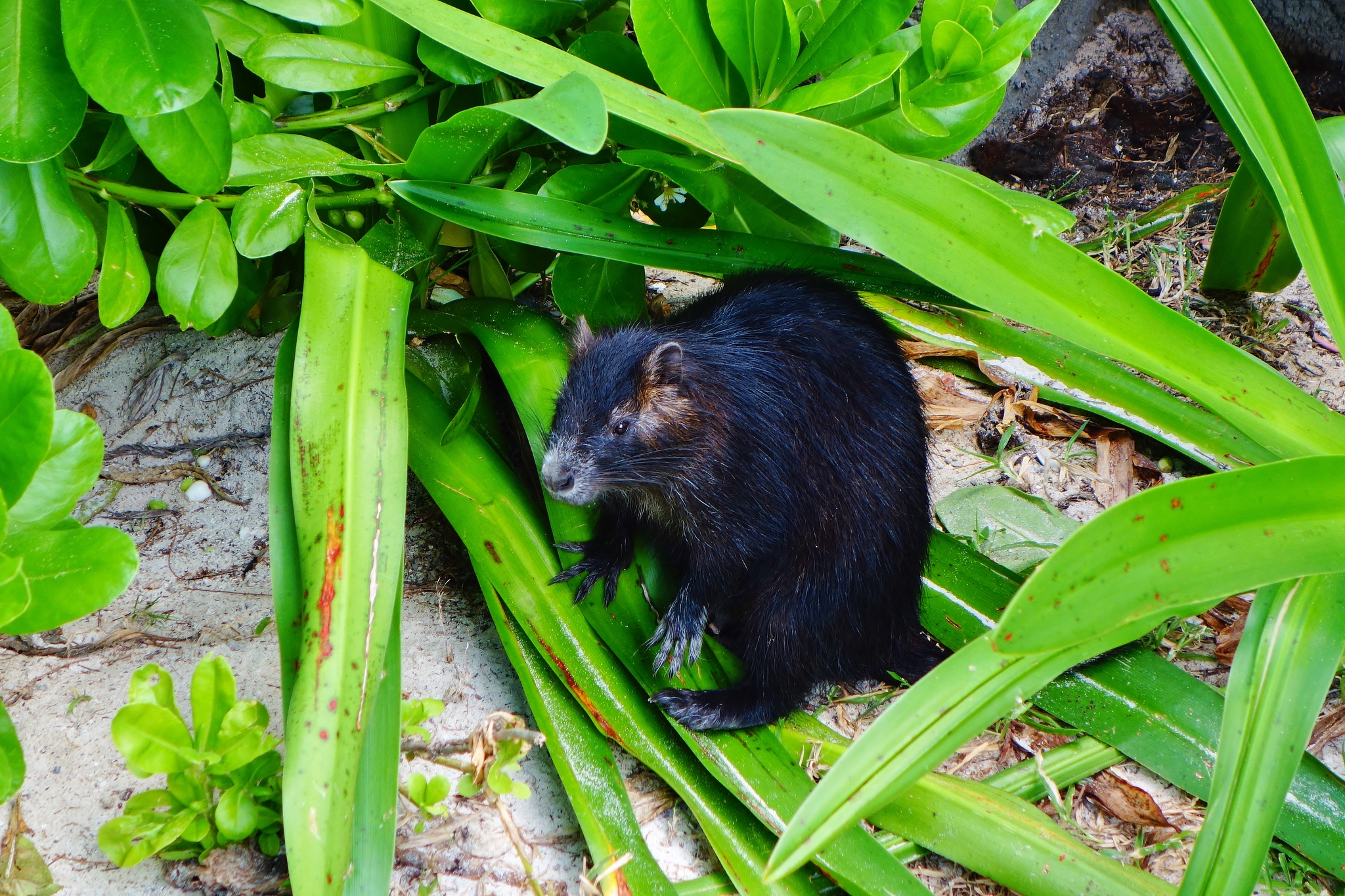
Dunkle Form der Hutiaconga („mandinga“)

Ihr dichtes, langes und raues Fell variiert in der Färbung von weißlich-grau über rotbräunlich und dunkelbraun bis fast schwarz. Dominant sind drei Fellfarben, die als „agouti“, „furnieri“ und „mandinga“ bezeichnet werden. Agouti ist typisch für viele Nagetiere und bezeichnet eine blassbraune bis rotbraune Färbung, furnieri bezeichnet Tiere mit einer weißlich-grauen Färbung vor allem des Kopfes und der Brust mit einer charakteristischen Musterung und als mandinga werden dunkle bis fast schwarze Tiere mit häufig rotbrauner Bauchseite bezeichnet.
Die Bauchseite ist generell etwas heller als die Rückenseite. Die einzelnen Deckhaare sind glatt und gerade; sie haben im Allgemeinen ein braunes Band, das in Intensität und Ausdehnung variiert und die Vielfalt der Agouti-Färbung bestimmt. Ein Zusammenhang der Färbung mit dem Geschlecht oder Alter besteht nicht. Die Beine sind relativ kurz mit breiten Füßen. Die Zehen sind mit Ausnahme des rückgebildeten Daumens mit gut ausgebildeten Krallen versehen. An den Hand- und Fußsohlen befinden sich markante Höcker vor den Zehen, die Sohlen der Hinterfüße sind dunkelbraun bis schwarz. Der Schwanz besitzt kurze Haare mit bräunlich-orangen oder dunklen Farbtönen und schuppige Ringe, die zum distalen Ende des Schwanzes hin kleiner werden.
Von allen anderen ebenfalls auf Kuba vorkommenden Arten der Baumratten unterscheidet sich die Hutiaconga vor allem durch ihre Größe. Alle Arten mit Ausnahme der Hutiaconga sind deutlich leichter als drei Kilogramm. Zudem hat die Hutiaconga im Vergleich zu den anderen Arten den im Verhältnis zum Körper kürzesten Schwanz, der bei den anderen Arten eine Länge von etwa 70 % der Kopfrumpflänge erreicht.

### Merkmale des Schädels und des Skeletts
Der Schädel ist kräftig gebaut und im Seitenprofil leicht abgeflacht. Der Jochbeinbogen erstreckt sich ventral als blattförmige Struktur unterhalb der Backenzahnreihe und endet in einem großen unteren Jochbeinfortsatz; die obere und untere Jochbeinwurzel des Oberkiefers sind relativ schmal. Die Nasenbeine sind im vorderen Bereich aufgebläht. Die Flügelbeinplatte ist vom Flügelfortsatz des Keilbeins durch einen schaufelartigen Kamm getrennt. Die mittlere Schädelkapazität beträgt nach Messungen bei einer Stichprobe von 37 Individuen etwa 11 bis 13 cm3 und der Enzephalisationsquotient lag bei 0,48. Im Vergleich zu verwandten Arten ist dieser relativ niedrig. Populationen, die auf kleinen Inseln leben, weisen im Vergleich zu denen auf Kuba und der Isla de la Juventud eine stärkere Asymmetrie des Schädels auf.
| 1 | · | 0 | · | 1 | · | 3 | = 20 |
| 1 | · | 0 | · | 1 | · | 3 | = 20 |

Die Tiere besitzen ein typisches Nagetiergebiss mit zu Nagezähnen umgewandelten Schneidezähnen (Incisivi) und eine darauf folgende Zahnlücke (Diastema). Sowohl im Oberkiefer als auch im Unterkiefer folgen pro Hälfte je ein Prämolar sowie drei Molaren. Insgesamt verfügen die Tiere damit über ein Gebiss aus 20 Zähnen. Die Zähne sind weiß gefärbt, mit dem Alter verfärben sich die Schneidezähne zunehmend zu einem gelblichen Ton, zudem haben die Tiere auf den kleineren Inseln in der Regel weißere Zähne als die in den Waldgebieten der Hauptinsel Kubas. Die oberen Schneidezähne stehen eng beieinander und sind stark gebogen. Die Oberkieferzahnreihen sind im hinteren Bereich leicht konvergent und alle offen wurzelnden Backenzähne sind fast gleich groß. Der Unterkiefer hat einen gut ausgeprägten Knochenfortsatz (Processus coronoideus), der Kaumuskelkamm und die Pterygoidplatte sind flach. Die unteren Schneidezähne sind relativ klein, die Alveolenscheide endet auf der Höhe des Foramen mandibulae. Die Backenzähne liegen in einer horizontalen Ebene.
Das Achsenskelett der Hutiaconga entspricht dem typischen Nagetierskelett. Es weist ein verwachsenes Kreuzbein auf, das aus vier oder fünf miteinander verschmolzenen Wirbeln besteht, und hat dorsale Vorsprünge der kranialen und kaudalen Gelenkfortsätze an den Kreuzbeinwirbeln, die gut entwickelt sind und gute Ansatzstellen für die Muskulatur bieten.

### Weitere Organmerkmale
Die Speiseröhre der Tiere ist schmal, der Magen hat eine längliche Form, und der Dünndarm ist ausgezogen etwa 5 Meter lang. Es gibt einen gut entwickelten Blinddarm, der etwa 450 Millimeter lang und 60 Millimeter breit ist. Die Leber ist in fünf Lappen unterteilt. Die Bauchspeicheldrüse besteht aus zwei Teilen, wobei sich der kompakte linke Pankreaslappen hinter dem Magen erstreckt und der andere rechte Pankreaslappen dünn und verzweigt im Mesenterium duodeni liegt. Die Nieren haben eine einfache Form und Struktur mit einem kleinen Nierenbecken. Die Lunge ist in drei Lappen unterteilt, die Schilddrüse ist gelappt und verhältnismäßig groß.
Die Geschlechtsorgane sind arttypisch ausgebildet: Der erigierte Penis der Männchen ist etwa 100 Millimeter lang und mit Stacheln bedeckt. Die Hoden sitzen das ganze Jahr über in einem rudimentären Hodensack. Der Penisknochen (Baculum) hat einen länglichen Mittelschaft mit mehr oder weniger parallelen Seiten, ohne Einschnürung oder subapikale Ausdehnung am distalen Ende im Bereich der Peniseichel. Er ist in der Mitte des Schafts dorsal und ventral abgeflacht, mit einem konvexen dorsalen Bereich und einem konkaven ventralen Bereich. Die durchschnittliche Länge des Penisknochens beträgt 13,0 bis 21,5 Millimeter und seine maximale basale Breite beträgt 3,1 bis 5,5 Millimeter. Im Vergleich zu den anderen, deutlich kleineren, Arten der Baumratten ist der Penisknochen im Verhältnis zur Körpergröße weder im Ganzen noch in einzelnen Bereichen unverhältnismäßig vergrößert und folgt einer einfachen allometrischen Vergrößerung. Die Klitoris der Weibchen hat eine konische Form, ist etwa 25 Millimeter lang und verschließt den Scheideneingang. Die Vagina ist bei nicht geschlechtsreifen Weibchen verschlossen und öffnet sich in der Geschlechtsreife. Die Eierstöcke befinden sich in der Nähe des äußeren Randes der Nieren. Die Weibchen haben vier Zitzen, die sich paarweise auf beiden Seiten des Körpers befinden, das vordere Paar am Brustkorb und das hintere am Rumpf.

### Genetische Merkmale
Die Tiere haben einen Karyotyp mit einem diploiden Chromosomensatz von 2n = 40 Chromosomen, die Zahl langer Chromosomenarme (fundamental number, FN) beträgt 64. 14 Paare bestehen aus besonders kleinen Mikrochromosomen. Elektrophoretische Untersuchungen der enzymatischen Systeme von Individuen von fünf Orten zeigten eine genetische Differenzierung zwischen den Populationen, dabei waren acht von elf Loci unterschiedlich (polymorph) und die Heterozygotie- und Polymorphismuswerte nahmen mit der Komplexität des Lebensraums zu. Auf der Grundlage der Informationen aus den polymorphischen Loci ist die genetische Struktur zwischen der Population der Isla de la Juventud und den untersuchten Populationen der Hauptinsel Kuba gut differenziert und an einigen Genorten sind deutliche Unterschiede festzustellen.

## Verbreitung

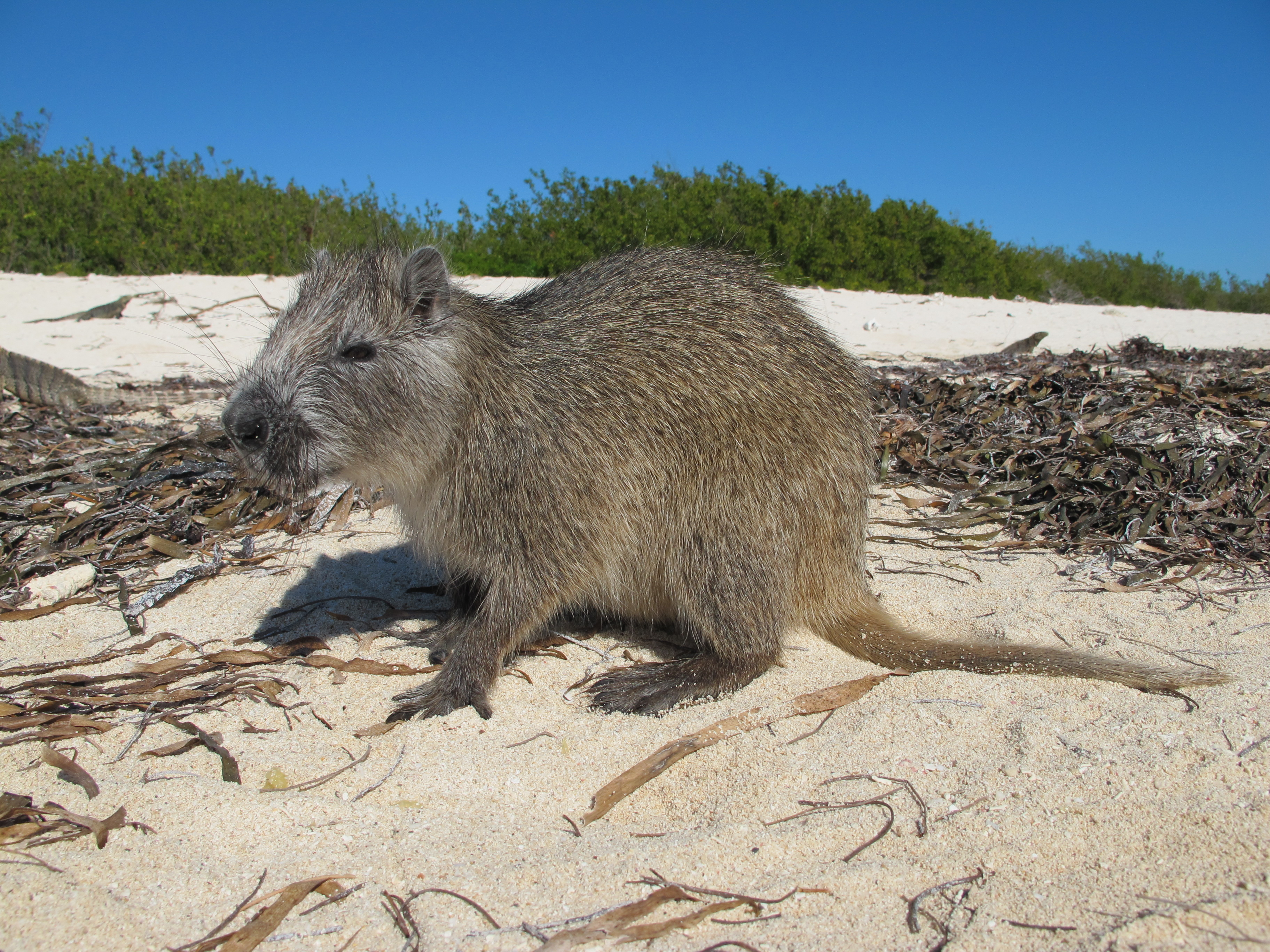
Hutiaconga auf einer Insel der Jardines de la Reina

Hutiacongas leben ausschließlich in Kuba und kommen auf der Hauptinsel und mehreren weiteren vorgelagerten Inseln wie der Isla de la Juventud und anderen Inseln des Kuba vorgelagerten Canarreos-Archipel, den Jardines de la Reina und dem Sabana-Camagüey-Archipel vor. Nachgewiesen sind die Tiere an mehr als 190 Fundorten auf Kuba und Isla de la Juventud sowie auf mehr als 120 Inseln des kubanischen Archipels. Sie kommen in unterschiedlichen Lebensräumen vom Meeresspiegelniveau bis in Höhenlagen etwa 1200 Metern im Osten der Hauptinsel vor. Die Bestandsdichte wurde in bewohnten Regionen auf ein bis neun, im Mittel zwei, Tiere pro Hektar geschätzt.
Historisch sind durch Fossilien aus dem späten Quartär auch Vorkommen auf den Cayman Islands dokumentiert.

## Lebensweise
Hutiacongas sind in Kuba weitverbreitet und bewohnen eine Reihe von Lebensräumen, darunter Gebirgswälder, trockene Küstenebenen und gebirgige Regionen. Im Norden der Insel sind die Tiere eher Baumbewohner, die auch auf Bäumen schlafen, während sie im Süden der Insel eher terrestrisch sind und Felshöhlen als Unterschlupf bevorzugen. Sie können generell gut klettern und bewegen sich sicher im Geäst der Bäume. Auf dem Boden bewirken die Beine der Tiere einen wackelnden Gang, trotzdem können sie im Bedrohungsfall schnell laufen.
Sie sind weitgehend nachtaktiv, wobei es bei einigen Populationen zu einem Wechsel zwischen Tag- und Nachtaktivität kommt. Während der inaktiven Perioden halten sich die Tiere in den Baumkronen oder in hohlen Baumstämmen, Wurzeln und Höhlen oder natürlichen Spalten im Gestein auf. Sie leben in Paaren oder kleinen Gruppen zusammen, die typischerweise aus einem dominanten Männchen, mehreren Weibchen und deren Nachwuchs sowie nicht dominanten Männchen und Jungtieren bestehen. Die Familiengruppen verteidigen ihr Territorium und markieren es mit Geruchssignalen durch ihren Urin. Die Kommunikation erfolgt zudem über akustische Signale, die in verschiedenen sozialen Kontexten eingesetzt wird; sie umfasst etwa Zähneklappern und das Ausstoßen von scharfen und kurzen Alarmschreien bei Gefahr oder bei aggressivem Verhalten gegen andere Tiere. Zum Sozialverhalten der Tiere zählt unter anderem auch die gegenseitige Fellpflege.
Die Tiere kommen sympatrisch mit mehreren weiteren Arten der Baumratten vor. Ihr Verbreitungsgebiet überschneidet sich in Teilen mit denen der Gemeinen Langschwanzhutia (Mysateles prehensilis), der Langohr-Baumratte (Mesocapromys auritus), die Zwergbaumratte (Mesocapromys nanus), der Cabrera-Baumratte (Mesocapromys angelcabrerai) und der Schwarzschwanz-Baumratte (Mesocapromys auritus).

### Ernährung

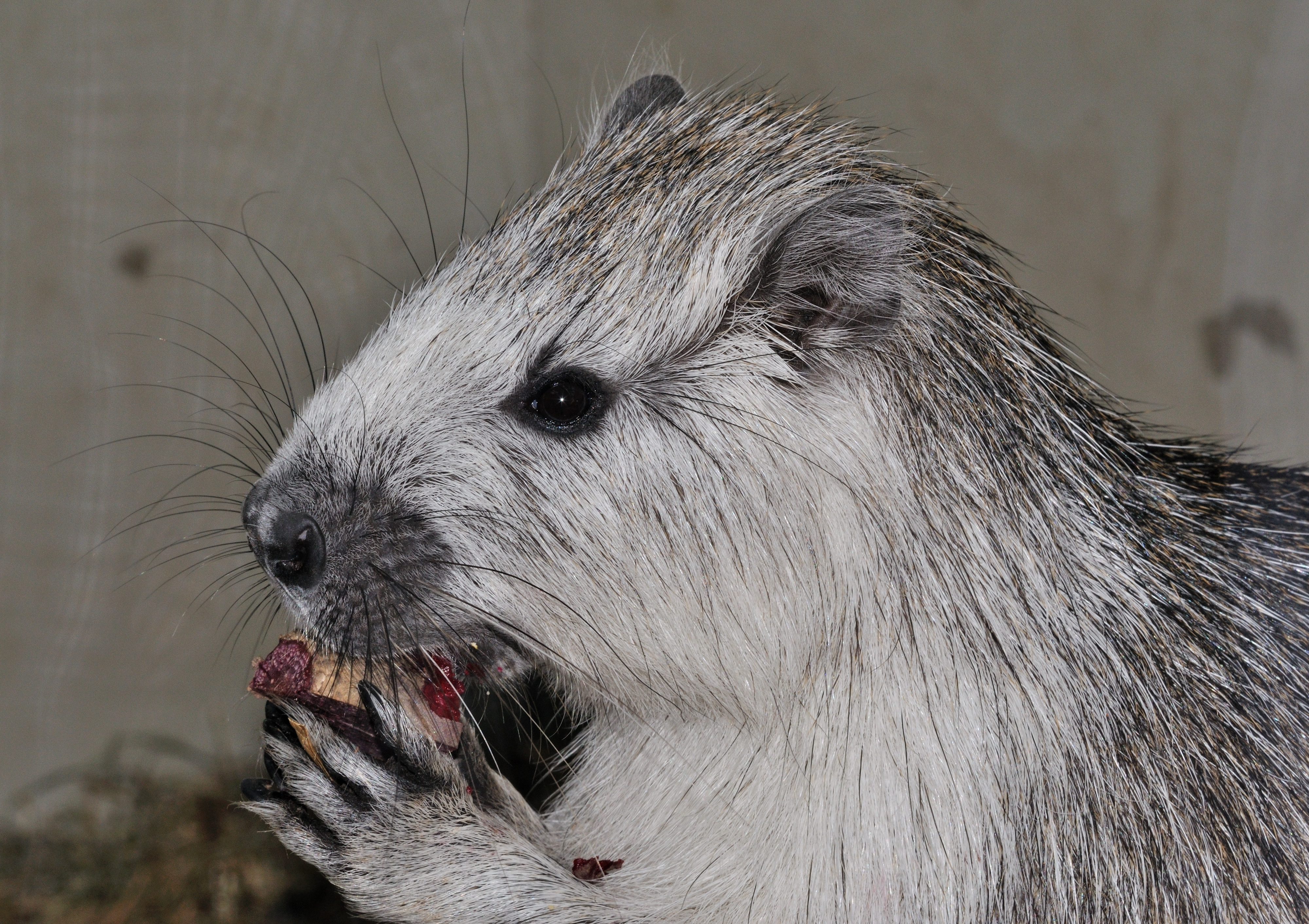
Kuba-Baumratte in der Wilhelma Stuttgart

Hutiacongas sind Allesfresser mit einer vornehmlich pflanzlichen Ernährung. Insgesamt sind mehr als 110 Pflanzenarten als Nahrung für die Art nachgewiesen, vornehmlich aus den Familien Annonengewächse (Annonaceae), Palmengewächse (Arecaceae), Avicennioideae, Raublattgewächse (Boraginaceae), Balsambaumgewächse (Burseraceae), Byttnerioideae, Kakteengewächse (Cactaceae), Calophyllaceae, Cecropieae, Clusiaceae, Rotholzgewächse (Erythroxylaceae), Hülsenfrüchtler (Fabaceae), Malvengewächse (Malvaceae), Mahagonigewächse (Meliaceae), Maulbeergewächse (Moraceae), Lotosblumen (Nelumbonaceae), Knöterichgewächse (Polygonaceae), Rautengewächse (Rutaceae) und Sapotengewächse (Sapotaceae). Dabei ernähren sich die Tiere vor allem von Blättern, fressen aber auch Früchte, Blüten, Samen, Triebe und Rinde. Daneben verzehren sie jedoch auch gelegentlich tierische Nahrung, unter anderem Schnecken wie Bradybaena similaris, Praticolella griseola, Subulina octona und Zachrysia auricoma, Insekten, Krebse und kleine Wirbeltiere wie beispielsweise kleine Eidechsen (Anolis).
Populationen, die in Mangroven leben, ernähren sich fast ausnahmslos von Blättern und Rinde der Roten Mangrove (Rhizophora mangle), wobei sie auch in den Lebensräumen, in denen die Tiere in hohen Dichten vorkommen, die Mangroven nicht stark beschädigen oder abtöten. Obwohl die Hutiaconga auch Samen frisst, ist sie möglicherweise wichtig für die Verbreitung kleiner Samen von xerophytischen Pflanzen wie Kakteen, zum Beispiel Leptocereus scopulophilus oder Selenicereus grandiflorus.
Die dunklen Kotpillen der Tiere haben eine charakteristische gebogene Form ähnlich der kleiner Bananen. Sie werden von den Tieren häufig in Häufchen an Wegen und Straßen abgelegt und können zur Abschätzung der regionalen Bestandsdichten dienen. Pseudokoprophagie ist üblich, dabei wird der Kot direkt aus dem Anus aufgenommen und zerkaut.

### Fortpflanzung und Entwicklung
Die Tiere sind polygyn, die Männchen verpaaren sich also mit mehreren Weibchen. Sie können sich das ganze Jahr über fortpflanzen, der Höhepunkt der Geburten liegt jedoch im Frühsommer vom April bis Juni und hängen wahrscheinlich mit den saisonalen und lokalen Wetterbedingungen und Nahrungsverfügbarkeiten zusammen. Die Paarung ist nicht ritualisiert; das Männchen nähert sich dem Weibchen mit Schnüffeln und scharfen, unregelmäßigen Lauten. Häufig antwortet das Weibchen ihrerseits mit Lautäußerungen und Abwehrverhalten. Das Männchen versucht, das Weibchen zu besteigen, das sich häufig durch Tritte mit den Vorderpfoten wehrt.
Der Östrus der Weibchen dauert in der Regel etwa bei 13 bis 19, durchschnittlich 16, Tagen. Die Tragzeit liegt bei rund 120 bis 130 Tagen, und die Wurfgröße beträgt zwischen ein und drei Jungtiere, in Ausnahmefällen bis zu sechs; Geburten mit vier und mehr Jungtieren wurden allerdings bisher nur in Gefangenschaft beobachtet. In der ersten Trächtigkeit tragen die Weibchen dabei in der Regel nur ein Jungtier aus, in späteren mehr. Jungtiere werden mit Fell und offenen Augen geboren, sie sind Nestflüchter. Sie kommen mit einem durchschnittlichen Gewicht von etwa 220 bis 230 Gramm zur Welt und haben eine durchschnittliche Kopf-Rumpf-Länge von etwa 280 bis 300 Millimetern. Sowohl bei Beobachtungen in der Wildnis als auch in Gefangenschaft ist der Anteil von männlichen Jungtieren etwas höher als der von weiblichen.
Sie werden über drei bis sechs Monate lang gesäugt und erreichen die Geschlechtsreife mit rund sieben Monaten bei den Männchen und zehn Monaten bei den Weibchen. Nach Untersuchungen im westlichen Kuba sind die männlichen Tiere ab einem Gewicht von etwa drei Kilogramm und einer Körperlänge von etwa 70 Zentimetern sexuell aktiv und besitzen voll funktionsfähige, im Hodensack befindliche, Hoden; in anderen Regionen wurden jedoch auch Tiere mit geringerem Gewicht und funktionsfähigen Hoden gefunden. In Gefangenschaft werden die Tiere bis zu acht Jahre alt, für wildlebende Tiere liegen keine Daten vor.

### Fressfeinde, Parasiten und andere Krankheitserreger

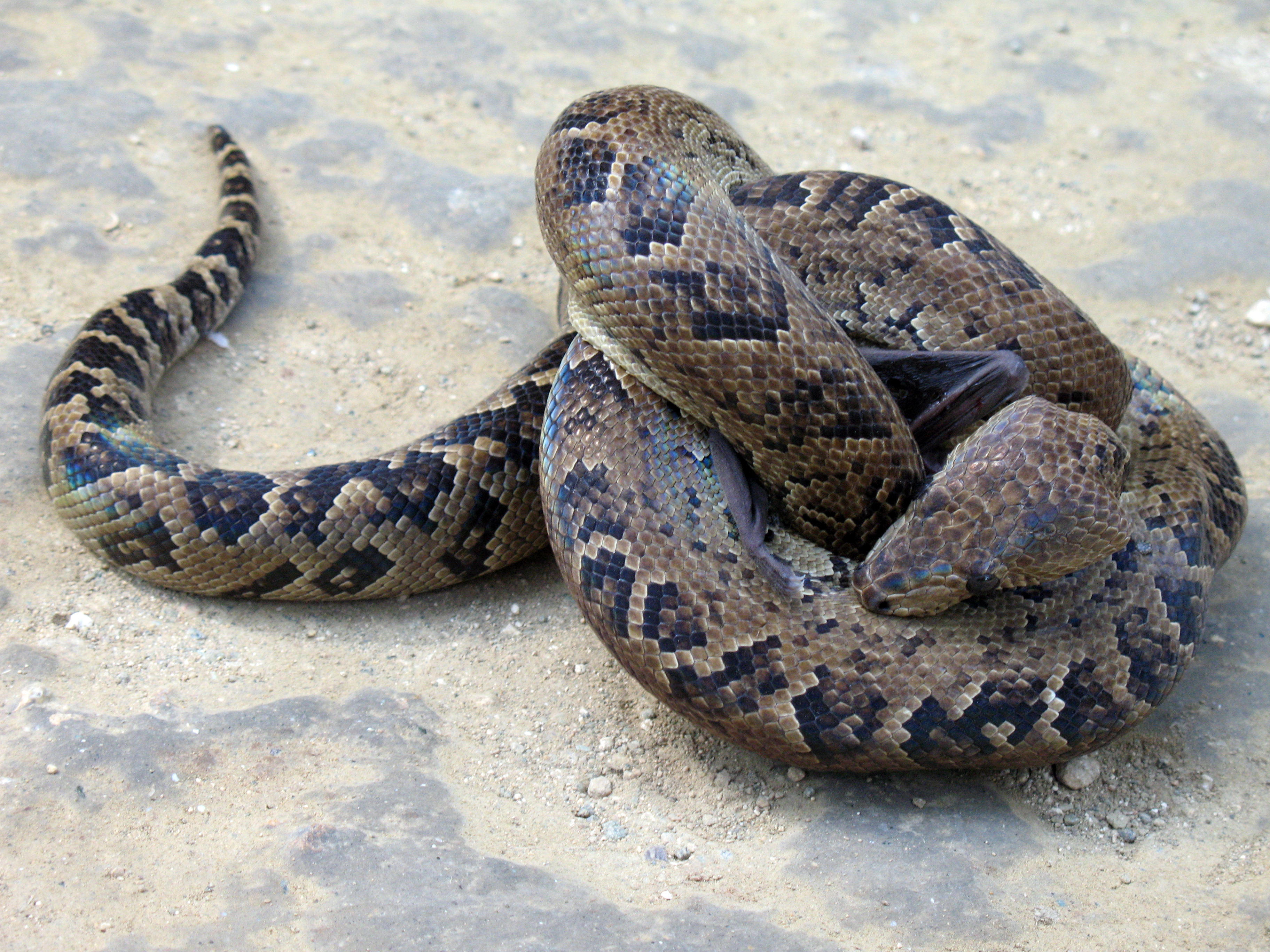
Die Kubanische Schlankboa, hier mit einer erbeuteten Fledermaus, ist einer der wichtigsten Fressfeinde der Hutiacongas.

Wie andere Nagetiere wird auch die Hutiaconga von verschiedenen Fressfeinden erbeutet. Dabei spielen aufgrund der Größe der Tiere auf Kuba vor allem große Reptilien und Greifvögel eine zentrale Rolle. Vor allem für die Kubanische Schlankboa (Chilabothrus angulifer) stellen Hutiacongas ein wichtiges Beutetier dar: Bei einer Analyse der Beutezusammensetzung mit mehr als 200 Boas machten Hutiacongas verschiedener Altersstufen etwa 14,5 % der Beutetiere aus. Andere relevante heimische Beutegreifer sind die Amerikaschleiereule (Tyto furcata), der Kubazwergkauz (Glaucidium siju) und der Rotschwanzbussard (Buteo jamaicensis). Das Kubakrokodil (Crocodylus rhombifer) und das Spitzkrokodil (Crocodylus acutus) waren wahrscheinlich in der Vergangenheit regelmäßige Fressfeinde, kommen jedoch auf Kuba kaum noch vor. Zudem werden die Tiere und insbesondere die Jungtiere auch von eingeführten Arten wie verwilderten Hunden und Katzen sowie dem eingeschleppten Kleinen Mungo (Urva javanica) erbeutet.
Parasiten spielen bei den der Hutiaconga, wie bei anderen Säugetieren auch, eine wichtige ökologische Rolle. Dabei kommen als Ektoparasiten, also außen am Körper lebende Parasiten, hauptsächlich Milben, Läuse und Flöhe zum Tragen, als Endoparasiten vor allem im Darm sind es in erster Linie verschiedene parasitisch lebende Würmer. So wurden zum Beispiel bei parasitologischen Untersuchungen an gefangenen Tieren mehrere Arten von Läusen (Gliricola capromydis, Gliricola cubana), Milben (Haemogamassus sp., Aitkenius sp., Eutrombicula sp., Cubanochirus elongatus, Psoroptes cuniculi) und die Zecken Ixodes capromydis und Amblyomma dissimile als Ektoparasiten identifiziert. In Gebieten, in denen Viehhaltung vorkommt, wurden zudem auch Zecken der Gattungen Boophilus und Anocentor identifiziert.
Als endoparasitische Würmer im Darm kommen Bandwürmer (Raillietina halli, Cittotaenia bequarti, Monoecocestus gundlachi) und Fadenwürmer (Monodontus aguiari, Helminthoxis tiflophila, Pudica capromydis, Helminthoxis quentini, Paraheligmonella cubensis, Pseudoheligmosomum howelli) vor, zudem wurden Mikrofilarien im Blut der Tiere nachgewiesen, die zu Gewebsschädigungen in der Lunge und in anderen Organen führen können. Hinzu kommen mehrere einzellige Parasiten vor allem aus der Kokzidiengattung Eimeria und Chilomastix sowie Giardia intestinalis.
Darüber hinaus kommen Infektionen mit verschiedenen Bakterien wie Mycobacterium tuberculosis und Trueperella pyogenes vor. Als Teil der Darmflora der Tiere konnten zudem Streptococcus und Escherichia coli nachgewiesen werden.

## Systematik

### Äußere Systematik
Die Hutiaconga ist der einzige Vertreter der Gattung Capromys innerhalb der Baumratten (Capromyinae), die wiederum als Unterfamilie der Stachelratten (Echimyidae) betrachtet werden und neben den Baumratten auch noch drei weitere Unterfamilien umfassen. Innerhalb dieser Gruppe gibt es mit den Zwerghutias (Mesocapromys), den Langschwanzhutias (Mysateles), den Ferkelratten (Geocapromys) und den Zagutis (Plagiodontia) vier weitere rezente Gattungen. Dieses Taxon wurde bis zum Beginn des 21. Jahrhunderts als eigenständige Familie Capromyidae betrachtet, ab etwa 2012 aufgrund von molekularbiologischen Daten den Echimyidae zugeordnet.
Die auf der karibischen Insel Hispaniola vorkommenden Zagutis mit nur einer rezenten Art werden dabei den anderen als Tribus Capryomyini zusammengefassten Gattungen gegenübergestellt. Innerhalb dieser stellen die auf den Jamaika und den Bahamas verbreiteten Ferkelratten die Schwestergruppe der restlichen auf Kuba lebenden Gattungen dar. Letztere wurden zeitweise alle der Gattung Capromys als Untergattungen zugeordnet, später jedoch als eigenständige Gattungen ausgegliedert. Die Hutiaconga wird entsprechend heute als ursprünglichste Art der kubanischen Baumratten als Schwesterart der gemeinsamen Gruppe aus Zwerg- und Langschwanzhutias gegenübergestellt.

### Innere Systematik
Die Hutiaconga wird als eigenständige Art betrachtet. Molekularbiologische Untersuchungen aus dem Jahr 2017 legen allerdings nahe, dass es sich bei den Hutiacongas auf Kuba um zwei deutlich voneinander getrennten Populationen handelt. Die Tiere lassen sich entsprechend in eine östlich und eine westliche Population einordnen, deren Trennung vor wahrscheinlich 1,1 Millionen Jahren stattfand und damit eventuell die Trennung in zwei Arten begründen würde. Die westliche Gruppe umfasst dabei die Tiere im Westen der Hauptinsel Kuba und diejenigen auf der Isla de la Juventud und Cayo Cantiles, die östliche Gruppe besteht aus den Tieren östlich der Sierra del Escambray in Zentralkuba und schließt ebenfalls Inselformen mit ein.
Innerhalb der Art werden gemeinsam mit der Nominatform drei bis sechs Unterarten unterschieden, von denen eine ausgestorben ist:
- Capromys pilorides ciprianoi Borroto, Camacho & Ramos, 1992:[32] Die Typlokalität der Unterart ist Punta del Este im Südosten der Isla de la Juventud.
- Capromys pilorides doceleguas Varona, 1980:[33] Die Typlokalität der Unterart ist die Insel Cayo Anclita in der Inselgruppe Jardines del Rey.
- Capromys pilorides gundlachianus Varona, 1983:[34] Die Typlokalität der Unterart ist eine Inselkette westlich von Cayo Bahía de Cádiz, etwa 2 km südlich der Mündung des Hauptkanals Canal Blanca, in den Mangroven der Bucht von Santa Clara im Sabana-Archipel.
- Capromys pilorides lewisi Morgan, MacPhee, Woods & Turvey, 2019:[18] Die Typlokalität der Unterart ist die Stake Bay Cave westlich von Stake Bay auf Cayman Brac.
- Capromys pilorides pilorides Say, 1822:[35] Nominatform; die Unterart ist auf der Hauptinsel Kuba verbreitet.
- Capromys pilorides relictus G. M. Allen, 1911:[36] Die Typlokalität der Unterart sind die Casas Mountains bei Nueva Gerona auf der Isla de la Juventud.

Wilson & Reeder 2005 beschrieb mit C. p. pilorides, C. p. doceleguas und C. p. relictus nur drei der genannten Unterarten, während im Handbook of the Mammals of the World C. p. ciprianoi und C. p. gundlachianus als zusätzliche eigenständige Unterarten aufgeführt werden. Die Unterart C. p. lewisi kam auf den Cayman Islands vor und ist wahrscheinlich um 1700 ausgestorben, daher wird sie in den beiden vorgenannten und auf rezent vorkommende Arten eingeschränkten Werken nicht dargestellt.

## Forschungsgeschichte und Etymologie

Historische Darstellung der Hutiaconga in der Sammlung Iconographia Zoologica der Universität Amsterdam

Die Art wurde 1822 von dem amerikanischen Naturforscher Thomas Say wissenschaftlich beschrieben, der sie in eine eigene Gattung mit dem Namen Isodon als Isodon pilorides einordnete. Der Gattungsname Isodon wurde allerdings für ungültig erklärt, da der französische Naturforscher Étienne Geoffroy Saint-Hilaire bereits 1817 die Kurznasenbeutler, eine Gattung der Beuteltiere als Isoodon beschrieben hatte. Im selben Jahr wie Say beschrieb allerdings auch der Franzose Anselme Gaëtan Desmarest den Hutiaconga unter dem Namen Capromys furniere, sodass der britische Zoologe George Robert Waterhouse im Jahr 1848 die von Desmarest gewählte Gattungsbezeichnung mit der von Say gewählten Artbezeichnung verband und so den noch heute gültigen wissenschaftlichen Namen der Art, Capromys pilorides, bildete. Er korrigierte zudem die Schreibweise von Desmarests Art Capromys fourniere und ordnete sie als Synonym ein.
1899 beschrieb Eugène de Pousargues eine weitere Art der Gattung als Capromys geayi aus Venezuela, die 1901 von Frank Michler Chapman einer neuen Gattung Procapromys zugeschrieben wurde. Im Nachgang stellte sich heraus, dass das von Pousargues beschriebene Tier nicht korrekt zugeordnet war und es sich um ein junges Hutiaconga von der Insel Kuba handelte. Weitere Synonyme der Art sind Capromys intermedius Arredondo de la Mata, 1958, Capromys megas Varona & Arredondo, 1979, Capromys arredondoi Varona, 1984, und Capromys pappus Varona, 1984, die von unterschiedlichen Fundorten in Kuba beschrieben wurden, jedoch nicht als eigenständige Arten anerkannt wurden.
Der Gattungsname der Art ist latinisiert abgeleitet von dem griechischen „capro-“ für „Wildschwein“ und „-mys“ für „Maus“. Der Bezug zum Wildschwein ergibt sich durch das Aussehen der Tiere und vor allem die Erscheinung beim Laufen, die an Wildschweine erinnert. Der Artname wurde in der Kombination als Mus pilorides bereits 1778 von Peter Simon Pallas genutzt, der ihn bereits nicht mit dieser Art verband. Im kubanischen Spanisch werden die Tiere als „jutía conga“ bezeichnet.

## Stammesgeschichte
Fossilienfunde der Hutiaconga aus dem späten Quartär sind ausschließlich auf den kubanischen Inseln sowie den Cayman Islands nachgewiesen. Dabei gibt es Funde von Überresten der Tiere in mehr als 60 archäologischen und paläontologischen Fundstätten, die über die gesamte Hauptinsel verteilt sind. Viele der fossilen Überreste wurden gemeinsam mit denen ausgestorbener Faultiere aus der Gruppe der Megalonychidae, Karibischen Spitzmäuse der Gattungen Nesophontes, Schlitzrüsslern der Gattung Solenodon sowie verschiedenen Fledermäusen und anderen Nagetieren gefunden.
Auf den Cayman Islands stammen die Fossilien aus Höhlenfunden auf Grand Cayman, Cayman Brac und Little Cayman, wobei gelegentlich zusammen mit ihnen auch Fossilien von Nesophontes, Geocapromys und dem Kubakrokodil gefunden wurden. Man geht davon aus, dass die Tiere auf den Cayman Islands um 1700 ausgestorben sind. Ein weiterer Knochenfund stammt aus einem Küchenabfallhaufen in der Dominikanischen Republik, hier geht man davon aus, dass das Tier von Menschen dorthin gebracht wurde.
Die verschiedenen Knochenfunde wurden teilweise als neue ausgestorbene Arten innerhalb der Gattung Capromys beschrieben, allerdings später mit der Hutiaconga synonymisiert. In einem Review von 2007 wurde allerdings zwei Arten (C. acevedo, C. latus) der Gattung Macrocapromys zugeordnet, die jedoch auch teilweise wieder als synonym zu Capromys betrachtet wird.

## Bedrohung und Schutz
Hutiacongas sind auf Kuba und den zugehörigen Inseln weit verbreitet und kommen vergleichsweise häufig vor. Sie werden von der Weltnaturschutzunion IUCN in der Roten Liste gefährdeter Arten als nicht gefährdet („least concern“) eingestuft. Sie sind die einzigen relativ häufigen Vertreter ihrer Familie und in manchen Regionen sind sie so häufig, dass ihre Bestände kontrolliert werden müssen. In den meisten Gebieten sind die Bestandszahlen allerdings wie bei allen anderen Arten rückläufig und auf der Basis einer neueren Datenerhebung wird entsprechend diskutiert, den Gefährdungsstatus für diese und andere Arten Kubas zu erhöhen und die Hutiaconga als gefährdet einzuordnen. In die Rote Liste der gefährdeten Wirbeltiere Kubas von 2012 wurde die Hutiaconga allerdings aufgrund ihrer relativen Häufigkeit nicht aufgenommen.

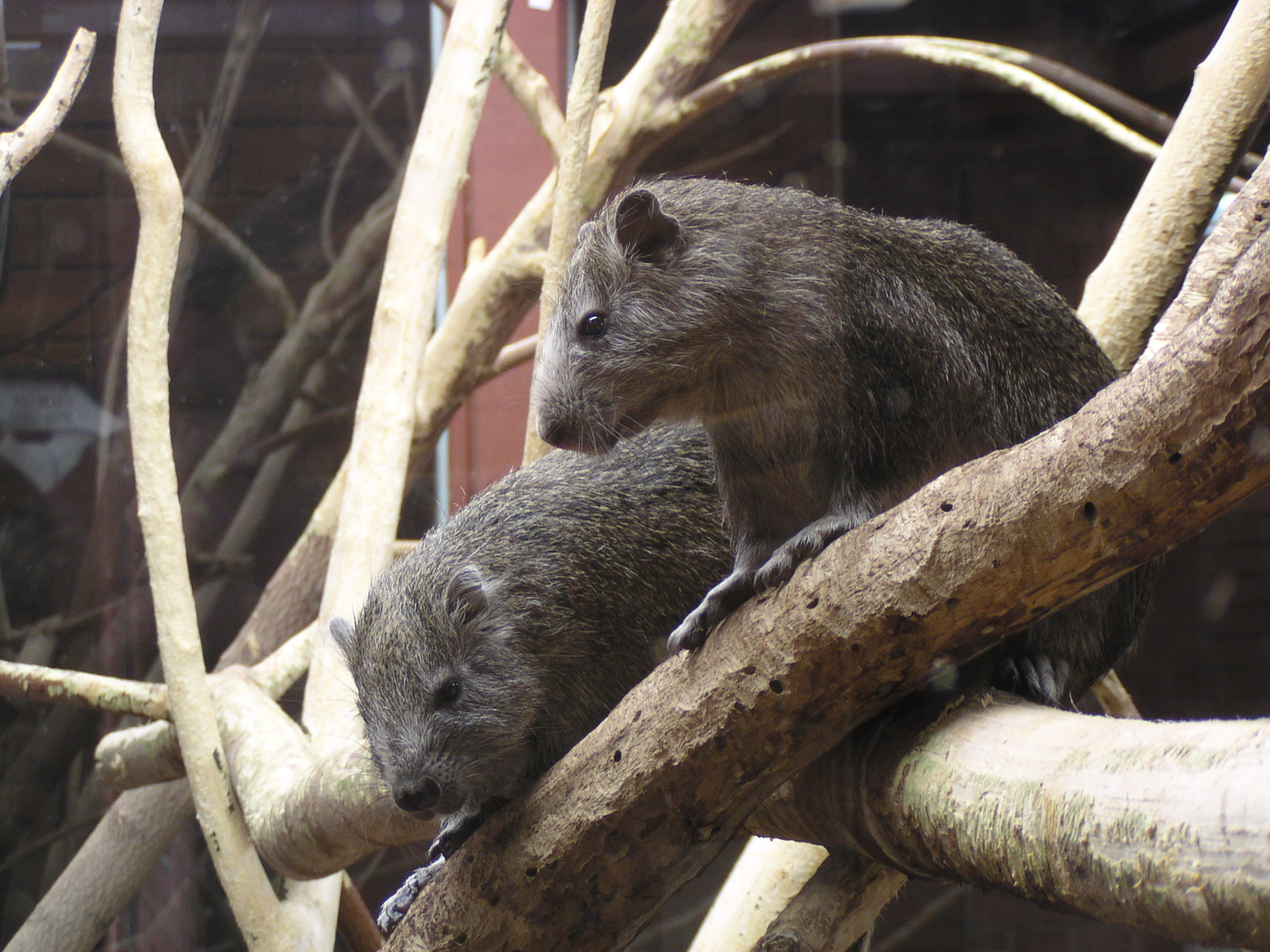
Hutiacongas in einem Zoo

Durch ein Artenschutzgesetz sind sie geschützt, die Jagd auf sie ist lediglich in zwei oder drei Monaten des Jahres erlaubt. Sie kommen zudem in relativ großen Populationen und hohen Bestandsdichten in etwa 80 Schutzgebieten der Hauptinsel vor. Sie sind auch in einigen Schlüsselgebieten des Archipels Jardines de la Reina sowie um den amerikanischen Marinestützpunkt in Guantanamo Bay anzutreffen. Die Bestandsdichten können im Extremfall bis zu 180 Individuen pro Hektar betragen, allerdings wurden sie bei einer Studie in über 17 Schutzgebieten nur in zwei der untersuchten Gebiete als häufig eingestuft, was darauf hindeutet, dass die Art zwar weit verbreitet ist, die Bestände aber möglicherweise rückläufig sind.
Eine potenzielle Bedrohung der Art ist die illegale Jagd. Die Tiere werden als Fleischquelle bejagt und vor allem von der Landbevölkerung und von Fischern gegessen. Während der Wirtschaftskrise in Kuba in den 1990er Jahren kam es zu einer massiven Überjagung, bei der es in einigen ehemals zahlreicher Unterpopulationen wie etwa der Najasa-Population in der Provinz Camagüey zur Ausrottung kam. Dabei handelte es sich um eine der dichtesten Populationen Kubas mit geschätzt 100.000 Individuen 1989/1990, diese wurde jedoch nach gezielten Jagdprogrammen, bei denen 200–300 Tiere pro Tag und mehr als 20.000 Tiere pro Monat getötet wurden, rasch eliminiert. Bei einer anschließenden Untersuchung im Jahr 2002 wurden keine Tiere mehr entdeckt und Einheimische berichteten, dass die Hutiacongas bereits einige Jahre zuvor verschwunden waren. Die unkontrollierte illegale Jagd wird sich wahrscheinlich weiterhin auf viele Teilpopulationen auswirken, denn in neun der 17 im Jahr 2009 untersuchten Schutzgebiete wurde ein erheblicher Jagddruck festgestellt. Auch wenn dies in einer Reihe von Teilpopulationen zu erheblichen Rückgängen führt, wird kein allzu großer Effekt für die Gesamtpopulation erwartet.
Da die Art häufig am Boden lebt, ist sie vor allem für verwilderte Hunde eine leichte Beute, wie die Ausrottung der Art auf einer Reihe von kleinen Inseln aufgrund der Einführung von Hunden durch Fischer zeigt. Zugleich stellen auch verwilderte Hauskatzen eine Bedrohung dar, die vor allem die Jungtiere erbeuten. Bei Untersuchungen von Kotproben von verwilderten Katzen kamen Überreste von Hutiocongas in mehr als 50 % der Proben vor und stellten die am häufigsten gefundenen Überreste heimischer Tierarten dar. Vor allem die kleineren Populationen der Art sind durch die Zerstörung des Mangrovenlebensraums durch Hurrikane und den Klimawandel gefährdet. Außerdem können sie durch Hausratten als Konkurrenten bedroht sein, die vor allem auf Cayo Fragoso weit verbreitet sind. Die Nester werden manchmal von Ratten besetzt, die Krankheiten auf Hutias übertragen können.
In Gebieten, in denen die Tiere besonders häufig in der Umgebung menschlicher Ansiedlungen vorkommen, können sie auch Schäden an der örtlichen Infrastruktur verursachen. So sind sie im Bereich der Guantanamo Bay verantwortlich für Schäden an Infrastruktur und Vegetation, das Durchnagen von Kabeln, Schäden an Fahrzeugen sowie die Anhäufung großer Mengen von Kot in Wohngebieten. Hier wird eine Bestandskontrolle durch Abschüsse, Fänge und Umsiedlungen im Rahmen des Wildtiermanagements durchgeführt.

## Belege
1. 1 2 3 4 5 6 7 8 9  Hansel Caballero Silva, Carlos A. Mancina: Capromys pilorides (Rodentia: Echimyidae) Mammalian Species 55 (1027), 16. Mai 2023, sead002. doi:10.1093/mspecies/sead002.
2. 1 2 3 4 5 6  Desmarest’s Hutia. In: Pierre-Henri Fabre, James L. Patton und Yuri Leite: Family Echimyidae (Hutias, Coypu and South-American Spiny Rats) In: Don E. Wilson, T.E. Lacher, Jr., Russell A. Mittermeier (Hrsg.): Handbook of the Mammals of the World: Lagomorphs and Rodents 1. (HMW, Band 6) Lynx Edicions, Barcelona 2016, S. 594–595, ISBN 978-84-941892-3-4.
3. 1 2 3 4  „Distribution“ In: Hansel Caballero Silva, Carlos A. Mancina: Capromys pilorides (Rodentia: Echimyidae) Mammalian Species 55 (1027), 16. Mai 2023, sead002; S. 3. doi:10.1093/mspecies/sead002.
4. 1 2 3 4 5 6 7  Gary W. Witmer, Martin Lowney: Population biology and monitoring of the Cuban hutia at Guantanamo Bay, Cuba. Mammalia 71 (3), 2007; S. 115–121. doi:10.1515/MAMM.2007.025.
5. 1 2 3 4 5 6 7 8 9 10 11 12  „General Characters“ In: Hansel Caballero Silva, Carlos A. Mancina: Capromys pilorides (Rodentia: Echimyidae) Mammalian Species 55 (1027), 16. Mai 2023, sead002; S. 3–5. doi:10.1093/mspecies/sead002.
6. ↑  Miguel A. Alfonso-Sanchez: Variabilidad morfológica de la jutía conga Capromys pilorides (Rodentia, Capromyidae) de Cuba. Doñana Acta Vertebrata 17 (1), 1990; S. 122–127. (Volltext).
7. ↑  Rafael Borroto-Páez: Relative brain size in Capromyid rodents. In: R. Borroto-Páez, C.A. Woods, F.E. Sergile (Hrsg.): Terrestrial mammals of the West Indies: contributions. Florida Museum of Natural History and Wacahoota Press, Gainesville, Florida, 2012; S. 165–175. (Volltext).
8. ↑  „Form & Function“ In: Hansel Caballero Silva, Carlos A. Mancina: Capromys pilorides (Rodentia: Echimyidae) Mammalian Species 55 (1027), 16. Mai 2023, sead002; S. 6–8. doi:10.1093/mspecies/sead002.
9. 1 2 3  Rafael Borroto-Páez, C.A. Woods: Feeding habits of the capromyid rodents. In: R. Borroto-Páez, C.A. Woods, F.E. Sergile (Hrsg.): Terrestrial mammals of the West Indies: contributions. Florida Museum of Natural History and Wacahoota Press, Gainesville, Florida, 2012; S. 71–91. (Volltext.)
10. ↑  Adrià Casinos, Rubén García-Martínez, Rafael Borroto-Páez: Cross-Sectional Geometry and Scaling in the Baculum of Cuban Hutias (Rodentia: Capromyidae). The Anatomical Record 303 (5; Special Issue:Thematic Papers History of Spanish Neuroscience), Mai 2020; S. 1346–1353. doi:10.1002/ar.24268
11. ↑  Ignacio Ramos García, Rafael Borroto-Páez: Morphometric Analysis of the baculum in capromyid rodents. In: R. Borroto-Páez, C.A. Woods, F.E. Sergile (Hrsg.): Terrestrial mammals of the West Indies: contributions. Florida Museum of Natural History and Wacahoota Press, Gainesville, Florida, 2012; S. 157–163. (Volltext).
12. 1 2  C.W. Kilpatrick, Rafael Borroto-Páez, C.A. Woods: Phylogenetic relationships of recent capromyids rodents: a review and analyses of karyological, biochemical and molecular data. In: R. Borroto-Páez, C.A. Woods, F.E. Sergile (Hrsg.): Terrestrial mammals of the West Indies: contributions. Florida Museum of Natural History and Wacahoota Press, Gainesville, Florida, 2012; S. 51–69. (Volltext).
13. ↑  Ada Camacho Pérez, Rafael Borroto-Páez: Genética bioquímica en tres especies de la familia Capromyidae. Ciencias Biológicas 21–22, 1989; S. 79–88. (Volltext)
14. ↑  „Genetics“ In: Hansel Caballero Silva, Carlos A. Mancina: Capromys pilorides (Rodentia: Echimyidae) Mammalian Species 55 (1027), 16. Mai 2023, sead002; S. 10–11. doi:10.1093/mspecies/sead002.
15. 1 2 3 4 5  Capromys pilorides in der Roten Liste gefährdeter Arten der IUCN 2024. Eingestellt von: S.T. Turvey, R. Kennerley, 2020. Abgerufen am 1. September 2024.
16. 1 2  „Distribution“ In: Hansel Caballero Silva, Carlos A. Mancina: Capromys pilorides (Rodentia: Echimyidae) Mammalian Species 55 (1027), 16. Mai 2023, sead002; S. 5. doi:10.1093/mspecies/sead002.
17. 1 2 3 4 5  „Fossil record“ In: Hansel Caballero Silva, Carlos A. Mancina: Capromys pilorides (Rodentia: Echimyidae) Mammalian Species 55 (1027), 16. Mai 2023, sead002; S. 5–6. doi:10.1093/mspecies/sead002.
18. 1 2 3 4 5 6  Gary S.Morgan, Ross D. E. MacPhee, Roseina Woods, Samual T. Turvey: Late Quaternary fossil mammals from the Cayman Islands, West Indies. Bulletin of the American Museum of Natural History 428, 2019; S. 1–82. doi:10.1206/0003-0090.428.1.1 (via BioOne), (https://www.biodiversitylibrary.org/item/308262#page/2/mode/1up Digitalisat)
19. 1 2 3 4 5  „Behavior“ In: Hansel Caballero Silva, Carlos A. Mancina: Capromys pilorides (Rodentia: Echimyidae) Mammalian Species 55 (1027), 16. Mai 2023, sead002; S. 10. doi:10.1093/mspecies/sead002.
20. 1 2 3 4 5  „Diet“ In: Hansel Caballero Silva, Carlos A. Mancina: Capromys pilorides (Rodentia: Echimyidae) Mammalian Species 55 (1027), 16. Mai 2023, sead002; S. 9. doi:10.1093/mspecies/sead002.
21. ↑  „Miscellaneous“ In: Hansel Caballero Silva, Carlos A. Mancina: Capromys pilorides (Rodentia: Echimyidae) Mammalian Species 55 (1027), 16. Mai 2023, sead002; S. 10. doi:10.1093/mspecies/sead002.
22. 1 2 3 4  „Ontogeny and Reproduction“ In: Hansel Caballero Silva, Carlos A. Mancina: Capromys pilorides (Rodentia: Echimyidae) Mammalian Species 55 (1027), 16. Mai 2023, sead002; S. 9. doi:10.1093/mspecies/sead002.
23. ↑  Seriocha Amaro-Valdés, Edilberto M. Garcés-Ramírez, Milagros Cordero-Arcia, Ernesto Hernández-Pérez: Nuevo registro de parto séxtuple de jutía conga,Capromys pilorides (Rodentia: Capromyidae), en Cuba. Revista Mexicana De Mastozoología (Nueva Época) 9 (2), 2019; S. 47–54.doi:10.22201/ie.20074484e.2019.9.2.284.
24. ↑  Tomás M. Rodríguez-Cabrera, Ernesto Morell Savall, Sheila Rodríguez-Machado, Javier Torres: Trophic ecology of the Cuban Boa, Chilobothrus angulifer (Boidae). IRCF Reptiles & Amphibians 27, 2020; S. 169–200. doi:10.17161/randa.v27i2.14176
25. ↑  „Interspecific interaction“ In: Hansel Caballero Silva, Carlos A. Mancina: Capromys pilorides (Rodentia: Echimyidae) Mammalian Species 55 (1027), 16. Mai 2023, sead002; S. 9–10. doi:10.1093/mspecies/sead002.
26. 1 2 3  Rafael Borroto-Páez, Carlos A. Manci: Biodiversity and conservation of Cuban mammals: past, present, and invasive species. Journal of Mammalogy 98 (4), 1. August 2017, S. 964–985, doi:10.1093/jmammal/gyx017.
27. 1 2 3  „Diseases and parasites“ In: Hansel Caballero Silva, Carlos A. Mancina: Capromys pilorides (Rodentia: Echimyidae) Mammalian Species 55 (1027), 16. Mai 2023, sead002; S. 9. doi:10.1093/mspecies/sead002.
28. 1 2  Pierre-Henri Fabre, Nathan S. Upham, Louise H. Emmons, Fabienne Justy, Yuri L.R. Leite, Ana Carolina Loss, Ludovic Orlando, Marie-Ka Tilak, Bruce D. Patterson, Emmanuel J.P. Douzery: Mitogenomic Phylogeny, Diversification, and Biogeography of South American Spiny Rats. Molecular Biology and Evolution 34 (3), März 2017, S. 613–633. doi:10.1093/molbev/msw261.
29. 1 2  Pierre-Henri Fabre, James L. Patton und Yuri Leite: Family Echimyidae (Hutias, South American Spiny-rats and Coypu). In: Don E. Wilson, T.E. Lacher, Jr., Russell A. Mittermeier (Hrsg.): Handbook of the Mammals of the World: Lagomorphs and Rodents 1. (HMW, Band 6) Lynx Edicions, Barcelona 2016, S. 552–642, ISBN 978-84-941892-3-4.
30. ↑  Nathan S. Upham, Rafael Borroto-Páez: Molecular phylogeography of endangered Cuban hutias within the Caribbean radiation of capromyid rodents. Journal of Mammalogy 98(4), 2017; S. 950–963. doi:10.1093/jmammal/gyx077.
31. 1 2  
Don E. Wilson & DeeAnn M. Reeder (Hrsg.): Capromys pilorides in Mammal Species of the World. A Taxonomic and Geographic Reference (3rd ed).
32. ↑  Rafael Borroto-Páez, Ada Camacho Pérez, I. Ramos: Variation in three populations of Capromys pilorides (Rodentia: Capromyidae), and the description of a new subspecies from the south of the Isle of Youth (Cuba). Miscellanea Zoologica Hungarica 7, 1992; S. 87–99. (Volltext)
33. ↑  L.S. Varona: Una nueva subespecie de Capromys pilorides (Rodentia, Capromyidae). Memorias de la Sociedad Ciencias Naturales La Salle 40, 1980; S. 141–148.
34. ↑  L.S. Varona: Nueva subespecie de jutía conga, Capromys pilorides (Rodentia: Capromyidae). Caribbean Journal of Science 19, 1983; S. 77–79.
35. 1 2  Thomas Say: On a quadrup, belonging to the order Rodentia. Proceedings of the Academy of Natural Sciences of Philadelphia 2, 1822; S. 330–343.
36. ↑  Glover Morrill Allen: Mammals of the West Indies. Bulletin of Museum of Comparative Zoology at Harvard College 54, 1911; S. 173–263, hier S. 207. (Digitalisat)
37. ↑  „Nomenclatural Notes“ In: Hansel Caballero Silva, Carlos A. Mancina: Capromys pilorides (Rodentia: Echimyidae) Mammalian Species 55 (1027), 16. Mai 2023, sead002; S. 3. doi:10.1093/mspecies/sead002.
38. 1 2  „Conservation“ In: Hansel Caballero Silva, Carlos A. Mancina: Capromys pilorides (Rodentia: Echimyidae) Mammalian Species 55 (1027), 16. Mai 2023, sead002; S. 11. doi:10.1093/mspecies/sead002.
39. 1 2  Samuel T. Turvey, Rosalind J. Kennerley, Jose M. Nuñez-Miño, Richard P. Young: The Last Survivors: current status and conservation of the non-volant land mammals of the insular Caribbean. Journal of Mammalogy 98 (4), 1 August 2017; S. 918–936. doi:10.1093/jmammal/gyw154.
40. ↑  Carlos A. Mancina: Mamíferos. In: H. González, L. Rodríguez, A. Rodríguez, C.A. Mancina, I. Ramos (Hrsg.): Libro rojo de los vertebrados de Cuba. Editorial Academia, La Habana, Kuba, 2012; S. 268–274. (Volltext).